# Standfast
Gli Standfast sono un gruppo musicale alternative rock svedese composto da Suzanne Mosson e dal chitarrista Patrick Tucker, formatosi nel 1997.

## Storia
Il gruppo ha debuttato nel 2001 per l'etichetta discografica EMI con l'album eponimo Standfast. Come singoli sono stati estratti tre brani: Carcrashes, Look at Me Now e No Longer. Con il primo, Carcrashes, il gruppo ha raggiunto il successo europeo con la pubblicazione del singolo in venti paesi del continente, riscuotendo un buon successo. Con questo brano, in Italia, il duo ha partecipato all'edizione 2001 del Festivalbar. La promozione del loro primo disco è proseguita con un tour europeo.
Il duo è tornato ad incidere nel 2007, anno in cui è uscito il loro secondo disco, Beneath & Beyond, pubblicato per l'etichetta Beastie Music Records. Da questo album sono stati estratti i singoli Devil, Bring Me Home e The Unknown.

## Discografia

### Album
- 2001 - Standfast
- 2007 - Beneath & Beyond

### Singoli
- 2001 - Carcrashes
- 2001 - Look at Me Now
- 2001 - No Longer
- 2007 - Devil
- 2007 - Bring Me Home
- 2007 - The Unknown